# Christof Rapp
Christof Rapp (* 30. Dezember 1964 in Rottweil) ist ein deutscher Philosoph und Philosophiehistoriker. Seit Oktober 2009 ist er Inhaber des Lehrstuhls für Antike Philosophie der Ludwig-Maximilians-Universität München und Direktor des Center for Advanced Studies dieser Universität.

## Leben
Christof Rapp studierte Philosophie, Griechisch, Logik und Wissenschaftstheorie an den Universitäten Tübingen und München. Er wurde 1993 in München promoviert und habilitierte sich 2000 in Tübingen. Von 2001 bis 2009 war Rapp Professor für antike Philosophie an der Humboldt-Universität zu Berlin. Er hatte Gastprofessuren in Berkeley, Basel, Oxford und Paris inne. Von 2001 bis 2004 war Rapp Vorsitzender der Gesellschaft für antike Philosophie (GANPH) und von 2007 bis 2009 Sprecher des Exzellenzclusters Topoi. Er war Gründungsdirektor der Graduate School of Ancient Philosophy in Berlin und ist zurzeit einer der Direktoren der Munich School of Ancient Philosophy. Von 2009 bis 2015 war er Mitherausgeber der Zeitschrift Phronesis. A Journal for Ancient Philosophy. Zusammen mit Gerhard Ernst ist er Herausgeber der Zeitschrift für philosophische Forschung. Seit 2010 ist Rapp Mitglied der Deutschen Akademie der Naturforscher Leopoldina. Für 2018 wurde ihm der Ausonius-Preis der Universität Trier zugesprochen.
Rapp arbeitet vorrangig an Themen zur Philosophie der Antike und zu deren Verhältnis zu modernen Debatten in Metaphysik, Ethik, Handlungstheorie, Argumentationstheorie und Philosophie des Geistes.

## Schriften (Auswahl)

### Als Autor
Monographien
- Identität, Persistenz und Substantialität. Untersuchung über das Verhältnis von sortalen Termen und Aristotelischer Substanz (Symposion. Philosophische Schriftenreihe; Bd. 103). Verlag Karl Alber, Freiburg/B. 1995, ISBN 3-495-47816-7 (zugl. Dissertation, Universität München 1993).
- Vorsokratiker (Becksche Reihe; Bd. 539). 2. Aufl. C.H. Beck Verlag, München 2007, ISBN 978-3-406-54761-4 (EA München 1997).
- Aristoteles, Rhetorik. Übersetzung, Einleitung Kommentar, 2 Bände, In: Hellmut Flashar (Hrsg.): Aristoteles, Werke in deutscher Übersetzung. Akademie Verlag, Berlin 2002.
- Aristoteles zur Einführung. 5. Aufl. Junius-Verlag, Hamburg 2016, ISBN 978-3-88506-690-3 (EA Hamburg 2001).
  - Εισαγωγή στον Αριστοτέλη. Ekdosis Oktô, Athen 2012, ISBN 978-9609979856.
- Aristoteles, Topik. Übersetzung mit Einleitung und Kommentar. Reclam, Stuttgart 2004, ISBN 3-15-018337-5 (zusammen mit Tim Wagner).
- Epikur, Ausgewählte Schriften, Kröner, Stuttgart, 2010, ISBN 978-3520218018.
- Metaphysik: Eine Einführung. C. H. Beck Verlag, München 2016, ISBN 978-3-40666796-1.
- Aristoteles. C.H. Beck Verlag, München 2016, ISBN 978-3406697722 (zusammen mit Oliver Primavesi).
- Epiktet. Handbüchlein der Moral. Auswahl aus den Unterredungen. Fragmente, Kröner, Stuttgart, 2023, ISBN 978-3-520-00212-9.

Aufsätze
- Wozu Philosophie?. In: Florian Keisinger, Timo Lang, Markus Müller u. a. (Hrsg.): Wozu Geisteswissenschaften? Kontroverse Argumente für eine überfällige Debatte. Campus-Verlag, Frankfurt/M. 2003, S. 85–95, ISBN 3-593-37336-X.
- What Use is the Doctrine of the Mean?, In: B. Reis (Hrsg.), The Virtuous Life in Greek Ethics, Cambridge: Cambridge University Press 2006, 99–126, ISBN 978-0521125369.
- Interaction of Body and Soul. What the Hellenistic Philosophers Saw and Aristotle Avoided, In: R. King (Hrsg.), Common to Body and Soul, Berlin/New York, De Gruyter 2006, 187–208, ISBN 978-3110183337.
- Pleasure and Eudaimonia. Nicomachean Ethics VII. 14, In: C. Natali (Hrsg.), Aristotle's Nicomachean Ethics, Book VII, Symposium Aristotelicum, Oxford, Oxford University Press 2009, 209–235, ISBN  978-0199558445
- The Nature and Goals of Rhetoric, In: G. Anagnostopoulos (Hrsg.), The Blackwell Companion to Aristotle, Malden MA/Oxford/Chichester, Blackwell 2009, 579–595, ISBN 978-1118592434
- Aristotle's Rhetoric, In: Edward N. Zalta (Hrsg.): The Stanford Encyclopedia of Philosophy (Spring 2010 Edition).
- Friedrich Nietzsche and Preplatonic Philosophy, In: O. Primavesi/K. Luchner (Hrsg.), The Presocratics from Latin Middle Ages to Hermann Diels, Stuttgart, Steiner-Verlag 2011, 335–357, ISBN 978-3515097055.
- The Moral Psychology of Persuasion in Aristotle’s Rhetoric, In: Ch. Shields (Hrsg.), Oxford Handbook of Aristotle, Oxford, Oxford University Press 2012, 589–611, ISBN 978-0190244842.
- Aristotle and the Cosmic Game of Dice. A Conundrum in De Caelo II.12, in: Rhizomata 2 (2014), 161–186. ISSN 2196-5110.
- Emotions in Ancient Aesthetics, In: Pierre Destrée/Penelope Murray (Hrsg.), A Companion to Ancient Aesthetics, Chichester, Wiley-Blackwell 2015, 438–454, ISBN 978-1444337648.
- ‚Der Staat existiert von Natur aus‘ – Über eine befremdliche These im ersten Buch der Aristotelischen Politik, in: Andreas Höfele/Beate Kellner (Hgg.), Menschennatur und politische Ordnung, Paderborn, Wilhelm Fink 2016, 45–78, ISBN 978-3770559442.
- Dispassionate Judges Encountering Hotheated Aristotelians, Online-Publikation: Paul Scholten Digital Project 2016.

### Als Herausgeber
- Aristoteles, Metaphysik. Die Substanzbücher (Zêta, Êta, Thêta) (Klassiker Auslegen; Bd. 4). Akademie Verlag, Berlin 1997, ISBN 3-05-002865-3.
- Wörterbuch der antiken Philosophie. 2. Aufl. C.H. Beck Verlag, München 2008, ISBN 978-3-406-56846-6 (EA München 2002; zusammen mit Christoph Horn).
- Wissen und Bildung in der antiken Philosophie. Metzler, Stuttgart 2006, ISBN 3-476-02147-5 (zusammen mit Tim Wagner).
- Übersetzung und Transformation. Tagung des Berliner Sonderforschungsbereichs 644 „Transformationen Der Antike“, 1. bis 3. Dezember 2005. De Gruyter, Berlin 2007, ISBN 978-3-11-019348-0 (zusammen mit Hartmut Böhme und Wolfgang Rösler).
- Beiträge zur Aristotelischen Handlungstheorie, Stuttgart, Franz Steiner 2008, ISBN 3515090576 (zusammen mit Klaus Corcilius).
- Practical Syllogism (= Logical Analysis and History of Philosophy 11), Paderborn. Mentis 2008, 91–228, ISBN 978-3-89785-160-3 (zusammen mit Philipp Brüllmann)
- Aristoteles-Handbuch. Leben, Werk, Wirkung. Metzler, Stuttgart 2011, ISBN 978-3-476-02190-8 (zusammen mit Klaus Corcilius).
- Fallacious Arguments in Ancient Philosophy, (= Logical Analysis and History of Philosophy 15), Münster, Mentis 2013 (zusammen mit Pieter Sjoerd Hasper).
- Aristoteles: Glück, Staat und Charakter. (Reihe: dtv Bibliothek) dtv Verlagsgesellschaft, München 2018, ISBN 978-3-423-28975-7